# Mentalitet
Mentalitet ili mentalni sklop (lat. mens, "u vezi duha" ) označava pretežna razmišljanja i sklopove ponašanja jedne osobe ili jedne društvene grupe osoba, a odnosi se i na cijele narode. 
Pojam može biti i negativno konotiran kao predrasuda ili stereotip. S druge strane može biti korišten i kao opis za osnovno ponašanje društvenih zajednica.